# Grossera glomeratospicata
Grossera glomeratospicata är en törelväxtart som beskrevs av J.Leonard. Grossera glomeratospicata ingår i släktet Grossera och familjen törelväxter.
Artens utbredningsområde är Kongo-Kinshasa. Inga underarter finns listade i Catalogue of Life.